# Sailly-Laurette
Sailly-Laurette là một xã ở tỉnh Somme, vùng Hauts-de-France, Pháp.
Thị trấn này có cự ly khoảng 15 dặm Anh về phía đông của Amiens, by the banks of the Sông Somme.

## Dân số
| 1962                                                         | 1968 | 1975 | 1982 | 1990 | 1999 |
| ------------------------------------------------------------ | ---- | ---- | ---- | ---- | ---- |
| 218                                                          | 242  | 200  | 185  | 231  | 263  |
| Số liệu điều tra dân số từ năm 1962, dân số không tính trùng |      |      |      |      |      |